# Plounévez-Lochrist
Plounévez-Lochrist (tiếng Breton: Gwinevez) là một xã của tỉnh Finistère, thuộc vùng Bretagne, miền tây bắc Pháp.

## Dân số
Người dân ở Plounévez-Lochrist được gọi là Plounévéziens.